# Hôtel Impérial (Nice, quartier Le Piol)
Pour les articles homonymes, voir Hôtel Impérial.
L’hôtel Impérial de Nice est un palace de la Belle Époque, de 1902 à 1925, situé dans le quartier du Piol. Construit dans le « quartier russe » de Nice (près de la cathédrale Saint-Nicolas), il hébergeait la famille impériale de Russie en villégiature.
En 1930, le bâtiment devient une annexe lycée Félix-Faure (futur lycée Masséna). En 1948, le lycée devient un établissement à part entière.

## Historique

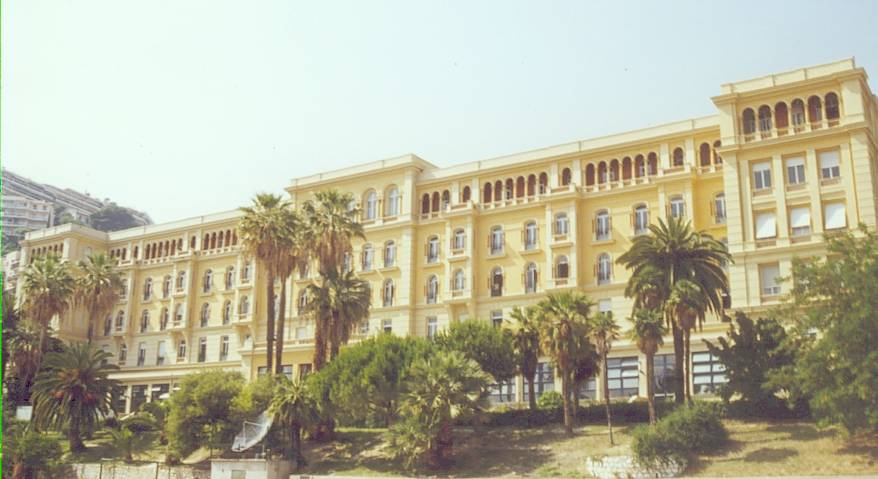
Le bâtiment en 2006.

De nombreux travaux furent effectués entre 1962 et 1967. La toiture est rasée puis la rotonde ainsi que l’escalier monumental qui partant du hall d’entrée menait aux étages.

## Littérature
- Véronique Thuin, La construction de l’Hôtel du Parc Impérial.